# Пристли (ледник)
Ледникът Пристли (на английски: Priestley Glacier) е голям долинен ледник в Източна Антарктида, Бряг Скот, на Земя Виктория с дължина 96 km. Води началото си от платото Виктория (част от Трансантарктическите планини) и „тече“ в югоизточна посока между планините Дип Фрийз на изток и Айзенхауер на запад. „Влива“ се в северната част на шелфовия ледник Нансен, в западната част на море Рос, част от Тихоокеанския сектор на Южния океан.
Ледникът Пристли е открит и топографски заснет през 1911 – 12 г. от северния отряд на британската антарктическа експедиция (1910 – 1913) с ръководител Робърт Скот. Наименуван е в чест на геолога Реймънд Пристли (1886 – 1974) участник в северния отряд.
- Топографска карта на горната част на ледника Пристли
- Топографска карта на долната част на ледника Пристли